# Polybetes delfini
Polybetes delfini là một loài nhện trong họ Sparassidae.
Loài này thuộc chi Polybetes. Polybetes delfini được Eugène Simon miêu tả năm 1904.